# Противречност
Противречност (или Контрадикција) је саставни (често завршни) део математичког доказа, који потврђује да претпоставка којом је почет доказ није математички тачна. Заснива се на идеји да у једном конкретном математичком моделу међусобно демантујући искази {\displaystyle A} и {\displaystyle \neg A} не могу бити истовремено тачни.

## Пример
Претпоставимо да је {\displaystyle {\sqrt {2}}} рационалан број. Како сваки рационалан број може да се напише у облику количника два узајамно проста цела броја (где је именилац различит од нуле), пишемо {\displaystyle {\sqrt {2}}={a \over b}}. Када квадрирамо дату једначину добијамо da je 2*b2=a2. Из дате једначине добијамо да је a2 паран број, из чега следи да је a паран број. Пишемо да је a=2c, па замењујемо:2*b2=(2c)2, односно 2*b2=4c2. Сређивањем једначине добијамо да је b2=2c2 и закључијемо да бројеви a и b имају заједнички делилац, односно да нису узајамно прости као што смо на почетку доказа претпоставили. Дакле, дошли смо до контрадикције (#) и доказали да је корен из 2 ирационалан број.